# Primetime Emmy Award de la meilleure réalisation pour une émission de divertissement
Pour les articles homonymes, voir Emmy de la meilleure réalisation.
Le Primetime Emmy Award de la meilleure réalisation pour une émission de divertissement (Primetime Emmy Award for Outstanding Directing for a Variety Series) est une récompense de télévision décernée depuis 1957 au cours des Primetime Emmy Awards.

## Palmarès
Note : L'année indiquée est celle de la cérémonie. Les réalisateurs lauréats sont indiqués en tête de chaque année et en caractères gras.

### Années 2010
- 2010 : Saturday Night Live – Don Roy King
  - Late Show with David Letterman – Jerry Foley
  - The Colbert Report – James Hoskinson
  - The Daily Show with Jon Stewart – Chuck O'Neil
  - The Tonight Show with Conan O'Brien –

- 2011 : Saturday Night Live – Don Roy King
  - American Idol – Gregg Gelfand
  - The Colbert Report – James Hoskinson
  - The Daily Show With Jon Stewart – Chuck O'Neil
  - Late Show with David Letterman – Jerry Foley

- 2012 : Saturday Night Live – Don Roy King
  - Late Show with David Letterman – Jerry Foley
  - The Colbert Report – Jim Hoskinson
  - Portlandia – Jonathan Krisel
  - The Daily Show with Jon Stewart – Chuck O'Neil

- 2013 : Saturday Night Live – Don Roy King
  - The Colbert Report – James Hoskinson
  - The Daily Show with Jon Stewart – Chuck O'Neil
  - Jimmy Kimmel Live! – Andy Fisher
  - Late Show with David Letterman – Jerry Foley
  - Portlandia – Jonathan Krisel

- 2014 : Saturday Night Live – Don Roy King
  - The Colbert Report – James Hoskinson
  - The Daily Show with Jon Stewart – Chuck O'Neil
  - The Tonight Show Starring Jimmy Fallon – Dave Diomedi
  - Portlandia – Jonathan Krisel